# Caraffa
Caraffa eller Carafa var en neapolitansk adelssläkt, som under 1400- och 1500-talet spelade en viktig roll i Neapel och Rom. Bland släktens mer kända medlemmar märks:
- Domede Caraffa (död 1478)
- Oliviero Caraffa (1411–1511), kardinal
- Giovanni Pietro Caraffa, påve under namnet Paulus IV
- Carlo Caraffa (1519–1561), kardinal
- Alfonso Caraffa (1539–1565), kardinal
- Antonio von Caraffa (1642–1693), fältmarskalk i österrikisk tjänst
- Ettore Caraffa (1767–1799), en av grundläggarna av den Parthenopeiska republiken